# Немково (Андреапольский район)
Немково — деревня в Андреапольском районе Тверской области. Входит в Бологовское сельское поселение.

## География
Расположена примерно в 4 верстах к северо-западу от села Бологово на берегу озера Немковское.

## История
В конце XIX - начале XX века деревня входила в Холмский уезд Псковской губернии.